# TrailBlazer
TrailBlazer – pierwsza komercyjna sonda kosmiczna przeznaczona do badań Księżyca.
Misję finansuje amerykańska firma TransOrbital, Inc.
Celem sondy ma być nieustanne filmowanie i fotografowanie Księżyca oraz sporządzenie szczegółowych map jego powierzchni. Wszystko to ma być odpłatnie udostępniane zainteresowanym. TrailBlazer będzie też posiadał bardzo wytrzymałą kapsułę czasu z pamiątkami, które za odpowiednią zapłatą (2500 USD za gram) będzie można w niej umieścić.

## Plan lotu
- Start przy użyciu rakiety Dniepr planowany na październik 2003, nie doszedł do skutku, a sama realizacja misji stała się niepewna
- Zakładany czas trwania misji – 90 dni
- Zakończenie misji – kontrolowane uderzenie w powierzchnię Księżyca